# 2666
2666 е последният роман на чилийския автор Роберто Боланьо. Издаден е през 2004 г., една година след смъртта му. Темите му са разнообразни и книгата се върти около неуловимия немски автор Бено фон Арчимболди и неразкритите и продължаващи убийства на жени в Санта Тереза – изпълнен с насилие град, вдъхновен от Сиудад Хуарес и неговата епидемия от убийства на жени. В допълнение към Санта Тереза, обстановката и темите включват Източния фронт през Втората световна война, академичния свят, психичните заболявания, журналистиката и разпадането на връзките и кариерата. 2666 изследва социалната дегенерация на 20 век чрез широк набор от герои, места, периоди от време и истории в историите.
Дълга над 1100 страници в испанското си издание, книгата е разделена на пет части. Това е фрагментарен роман, т. е. роман, съставен от фрагменти, винетки, сегменти, документи или глави, които могат да се четат изолирано и/или като част от по-голямата цялост на книгата. Тези романи обикновено нямат традиционен сюжет или набор от герои и често са продукт на културна криза.
Приемането от критиците на романа като цяло е положително. В Чили той печели наградата Алтазор през 2005 г. Неделното приложение на американския вестник „Ню Йорк Таймс“, посветено на литературни рецензии, включва книгата в списъка на десетте най-добри книги за 2008 г. Американското списание „Тайм“ я обявява за най-добрата художествена книга за 2008 г. В САЩ романът печели Наградата за художествена литература за 2008 г. на Националния кръг на критиците на книгата. Критиците я сравняват с произведенията на германския писател В. Г. Зебалд и възхваляват множеството сюжетни линии и обхвата на проезведението.
На български книгата е издадена през 2013 г. от изд. „Рива“.

## Създаване на романа
Докато Боланьо пише 2666, той вече е болен и в списъка на чакащите за чернодробна трансплантация. Той никога не е посещавал мексиканския град Сиудад Хуарес, но получава информация и подкрепа от приятели и колеги като мексиканския журналист и писател Серхио Гонзалес Родригес, автор на есето „Huesos en el desierto“ (Кости в пустинята), относно мястото и убийствата на жени. Боланьо обсъжда романа с приятеля си Хорхе Хералде, директор на базираното в Барселона издателство Анаграма, но до смъртта си авторът никога не показва действителния ръкопис на никого: ръкописът е първо копие. 
Първоначално планирайки го като една книга, Боланьо обмисля публикуването на 2666 в пет тома, за да осигури повече доходи за децата си, но те решават друго и книгата е издадена в един голям том. Писателят е добре запознат със статуса на незавършената книга и казва месец преди смъртта си, че над хиляда страници все още трябва да бъдат преработени.

## Заглавие
Значението на заглавието, 2666, обикновено е неуловимо; дори приятелите на Боланьо не знаят причините за избора му. Лари Ротер, пишещ за в. „Ню Йорк Таймс“, отбелязва, че Боланьо очевидно е приписвал апокалиптично качество на числото. Хенри Хитчингс отбелязва, че „загадъчното заглавие на романа е една от многото мрачни шеги“ и би могло да е препратка към библейския Изход от Египет, за който се предполага, че е 2666 години след като Бог е създал земята. Числото не се появява в книгата, въпреки че го има в някои други книги на Боланьо – в романа „Амулет“ път в Мексико Сити изглежда като „гробище през 2666 г.“, а романът „Дивите детективи“ съдържа друга, приблизителна препратка: „И Сезареа каза нещо за предстоящите дни... и учителят, за да смени темата, я попита какви часове има предвид и кога ще бъдат. И Сезарея посочи дата, някъде около 2600 година. Две хиляди шестстотин и нещо“.

## Кратко описание
Романът се занимава основно с насилието и смъртта. Според Леви Стал това „е още една итерация на все по-бароковата, загадъчна и мистична лична визия на Боланьо за света, разкрита косвено от неговите повтарящи се символи, образи и тропи“. В рамките на романа „Има нещо тайно, ужасно и космическо, съсредоточено около Санта Тереза (и вероятно кулминиращо в мистичната година от заглавието на книгата – дата, която се споменава мимоходом и в „Амулет“). Можем най-много да го зърнем в онези странни моменти, когато светът изглежда сгрешен."
Петте части на романа са свързани с различна степен на загриженост от неразкритите убийства на повече от 300 млади, бедни, предимно необразовани мексикански жени в измисления граничен град Санта Тереза (базиран на Сиудад Хуарес, но разположен в щата Сонора, а не в щата  Чиуауа), въпреки че четвъртата част е тази, която се фокусира конкретно върху убийствата.

### Частта за критиците
Тази част описва група от четирима европейски литературни критици: французинът Жан-Клод Пелетие, италианецът Пиеро Морини, испанецът Мануел Еспиноза и англичанката Лиз Нортън, които са изградили кариерата си около саможивия немски писател Бено фон Арчимболди. Търсенето им на самия Арчимболди и подробностите от живота му ги кара да опознаят застаряващата му издателка Г-жа Бубис. След това в семинария в Тулуза четиримата академици се срещат с Родолфо Алаторе, мексиканец, който казва, че негов приятел го е е запознал с него в Мексико Сити не много отдавна и че оттам неуловимият германец е казал, че отива в мексиканския граничен град Санта Тереза в Сонора. Трима от академиците отиват там да го търсят, но не го намират. Основен елемент от тази част се съсредоточава около романтичните връзки на Нортън с останалите критици.

### Частта за Амалфитано
Тази част се концентрира върху Оскар Амалфитано, чилийски професор по философия, който пристига в университета на Санта Тереза от Барселона с младата си дъщеря Роза. Като самотен родител (тъй като майка ѝ Лола ги  изоставя, когато Роза е на две години), Амалфитано се опасява, че Роза ще стане поредната жертва на убийствата на жени, тормозещи града.

### Частта за Фейт
Тази част проследява Оскар Фейт, американски журналист от Ню Йорк, който работи за афро-американско списание в Харлем, Ню Йорк. Той е изпратен в Санта Тереза, за да отразява боксов мач, въпреки че не е спортен кореспондент и знае много малко за бокса. Мексиканският журналист Чучо Флорес, който също отразява мача, му разказва за убийствата. Фейт пита своя вестник дали може да напише статия за убийствата, но предложението му е отхвърлено. Той се среща с журналистката Гуадалупе, която отразява убийствата и която обещава да му осигури интервю с един от основните заподозрени, Клаус Хаас, германец, който е станал гражданин на Съединените щати, преди да се премести в Санта Тереза. В деня на битката Флорес представя Фейт на Роза Амалфитано. След жесток инцидент те се озовават в къщата на Оскар Амалфитано, където бащата плаща на Фейт да я вземе с него обратно в Съединените щати с кола. Преди да напуснат обаче, Роза и Фейт отиват в затвора с Гуадалупе, за да разпитат заподозрения за убийство на жени Клаус Хаас.

### Частта за престъпленията
Тази част разказва за убийствата на 112 жени в Санта Тереза от 1993 до 1997 г. и живота им. Той също така изобразява полицейските сили в техните предимно безплодни опити да разкрият престъпленията и дава клинични описания на обстоятелствата и вероятните причини за различните убийства. Един от основните полицаи е Хуан де Диос Мартинес, който има връзка с по-възрастната Елвира Кампо (ръководителка на психосанаториум) и който също трябва да разследва случая на мъж с псевдоним „Каещият се“, който уринира и дефекира в църквите из града. Клаус Хаас (немецът, заподозрян за убийствата на жени, който Фейт трябва да интервюира в „Частта за Фейт“) е друг от героите, върху които се фокусира тази част. Хаас свиква пресконференция, на която твърди, че Даниел Урибе, син на богато местно семейство, е отговорен за убийствата.

### Частта за Арчимболди
Тази част разкрива, че мистериозният писател Арчимболди всъщност е Ханс Райтер, роден през 1920 г. в Прусия. Този раздел описва как провинциален германски войник на Източния фронт става автор, който се бори за Нобелова награда. Г-жа Бубис, представена в първата част, се оказва баронеса фон Зумпе; нейното семейство е основна част от детството на Арчимболди, тъй като майка му почиства селския им дом и младият Ханс прекарва много време с братовчеда на баронесата Хуго Халдер, от когото научава за артистичния живот. Райтер среща баронесата отново по време на войната, докато воюва в Румъния, и има връзка с нея след войната (тогава тя е омъжена за издателя Бубис). В края на тази част разказвачът на Боланьо описва живота на Лоте, сестрата на Арчимболди, и се разкрива, че заподозреният за убийството на жени Клаус Хаас е неин син и следователно племенник на Арчимболди.

## Критичен прием
Критичният прием е почти единодушно положителен. 2666 е смятан за най-добрият роман на 2005 г. в литературния свят както на Испания, така и на Латинска Америка. Преди англоезичното издание да бъде публикувано през 2008 г., 2666 е похвален от Опра Уинфри в нейното списание O, The Oprah Magazine, след като ѝ е дадено копие от превода, преди да бъде официално публикуван. Книгата е включена в „10-те най-добри книги за 2008 г.“ на литературното приложение на в. „Ню Йорк Таймс“ от редакторите на вестника, с Джонатан Летем, който пише:
" 2666 е съвършено представяне, каквото всеки роман от 900 страници се осмелява да се надява да бъде: Боланьо спечели състезанието до финалната линия, като написа това, което явно възнамеряваше като майсторско изявление. Наистина той създаде не само върховен завършек на собствената си амбиция за скокове, но и ориентир в това, което е възможно за романа като форма в нашия все по-нарастващ и ужасяващо постнационален свят. „Дивите детективи“ изглежда положително херметичен до него... Както в картините на Арчимболдо, отделните елементи на 2666 са лесно каталогизирани, докато комбинираният резултат, макар и безпогрешен, остава зловещо имплицитен, предавайки сила, непостижима с по-директни стратегии..."
Амая Габанчо в литературното приложение на сп. „Таймс“ пише:
„Изключително вълнуващ литературен лабиринт... Това, което първо прави впечатление в него, е стилистичното богатство: богат, елегантен, но жаргонен език, който веднага се разпознава като собствената смесица на Боланьо от чилийски, мексикански и европейски испански. След това има съпротива на 2666 към категоризирането. На моменти напомня на Джеймс Елрой, твърд и груб. В други моменти изглежда така, сякаш „Александрийският квартет“ е бил преместен в Мексико и населен с парцаливи версии на героите на Дърел. Има и прилика с работата на В. Г. Зебалд... В 2666 няма определящи моменти. Мистериите никога не се разрешават. Анекдотите са всичко, което има. Странни или банални, събития се случват едновременно, информират се взаимно и трогателно карат колелото да се върти. Няма логичен край на една книга на Болано.“
Бен Еренрайх във в. „Лос Анджелис Таймс“ пише:
„Това не е обикновена загадка, а загадъчно убийство. Санта Тереза не е просто ад. Това също е огледало – „тъжното американско огледало на богатството и бедността и постоянната, безполезна метаморфоза“... Той написа 2666 в надпревара със смъртта. Амбициите му бяха подобаващо преувеличени: да направи някаква последна сметка, да вземе мярката на живота, да се бори до границите на празнотата. Така обсегът му се простира отвъд Северно Мексико през 90-те години до Ваймарски Берлин и Сталинска Москва, до замъка на Дракула и морското дъно."
Адам Кирш в сп. „Слейт“:
2666 е епос от шепот и детайли, пълен със скрити структури и интуиции, които изглеждат твърде мимолетни или твърде ужасни, за да бъдат изразени с думи. Тя изисква от читателя един вид презрително подчинение – на нейната умишлена странност, нейната настойчива мрачност, дори нейната случайна скука, каквото само най-великите книги се осмеляват да искат или заслужават.“
Франсиско Голдман в New York Review of Books:
„Множеството сюжетни линии на 2666 се носят от разказвачи, които изглежда също представляват различни от неговите литературни влияния, от европейския aвангардизъм през критичната теория до криминалната фантастика, и които се събират в измисления] град Санта Тереза като задвижвани към някакво окончателно обединяващо прозрение. Изглежда уместно внезапният край на 2666 да ни оставя малко по-малко от това, което би могло да е било прозрението.“
Сайтът за онлайн рецензии на книги The Complete Review му дава "A+" – оценка, запазена за малко  книги, като казва:
„Четиридесет години след като Габриел Гарсия Маркес размести основите със „Сто години самота“, Боланьо ги размести отново. 2666 е просто казано епохална. Без съмнение е първата велика книга на 21 век.“
Хенри Хитчингс във сп. „Файненшъл Таймс“ твърди:
„2666... е обобщаващо произведение - голяма рекапитулация на основните грижи и мотиви на автора. Както и преди, Боланьо е зает с паралелни животи и тайни истории. До голяма степен написан след 11 септември, романът поставя нов акцент върху опасността на съвременния свят... 2666 е роман с изключително предизвикателство, в който Боланьо преначертава границите на фантастиката. Не е уникален в размиването на границите между реализъм и фантазия, между документален филм и измислица. Но той е смел по начин, който малко творби наистина са – премахва разделението между игривост и сериозност. И ни напомня, че литературата в най-добрия си вид обитава онова, което Боланьо, с обичайно намигване на собствената си помпозност, нарече „територия на риска“ – тя ни отвежда на места, на които може би не бихме искали да отидем.“
Стивън Кинг в сп. „Ентъртейнмънт Уийкли“ смята:
„Този сюрреалистичен роман не може да бъде описан; той трябва да бъде изживян в цялата му луда слава. Достатъчно е да се каже, че се отнася до това, което може би е най-ужасяващото масово убийство в реалния живот на всички времена: около 400 жени са убити в околностите на Хуарес, Мексико. Като се има предвид това като фон, покойният Боланьо рисува стенопис на поразено от бедност общество, което изглежда се изяжда живо. И на кого му пука? На никого, изглежда."

## Награди и отличия
Книгата печели чилийската награда Алтазор през 2005 г. Наградата за художествена литература на Националния кръг на литературните критици за 2008 г. е присъдена посмъртно на Роберто Боланьо за 2666. Сп. „Тайм“ също така я награждава с честта за най-добра художествена книга за 2008 г.

## Адаптации
През 2007 г. романът е адаптиран като пиеса от испанския режисьор Алекс Ригола и има премиера в града, „осиновил“ Боланьо – Бланес. Пиесата е основната атракция на фестивала „Грек“ в Барселона през тази година.
През 2016 г. той е адаптиран в петчасова пиеса в чикагския Театър „Гудман“. Сценичната адаптация е похвалена за своята амбиция, но според в. „Ню Йорк Таймс“ тя се проваля като произведение на драматичното изкуство.
През 2016 г. романът е адаптиран в 11-часова пиеса от Жулиен Гослен и трупата му „Si vous pouviez lécher mon cœur“. Представен е на Фестивала в Авиньон и след това в Париж в Театър „Одеон“ като част от Есенния фестивал.